# Stanko Dujmušić
Stanko Dujmušić (Tuzla, 7. svibnja 1904. – Zagreb, 24. veljače 1960.), hrvatski liječnik, ftizeolog.

## Životopis
Dr. Dujmušić bio jr poznati stručnjak za plućnu tuberkulozu, specijalist operativne torakoskopije. 
Rođen je u Tuzli. U Varaždinu išao u gimnaziju. Studirao medicinu u Leipzigu i Zagrebu. Promoviran u liječnika u Zagrebu 1927. godine. U lječilištu Klenovniku specijalizaciju ftizeologije dovršio 1930. godine. Radio kao ftizeolog u Beogradu. Ondje se usavršavao i u patološkoj anatomiji. Od 1933. je pet godina asistentom u lječilištu Brestovcu te istovremeno načelnikom Središnjeg ureda za osiguranje radnika u Zagrebu. Od 1938. do 1945. ravnateljem lječilišta Klenovnika. Nakon toga vodio je lječilište Brestovac. Od 1949. je u Zagrebu gdje je sve do smrti vodio Odjel za plućne bolesti Bolnice Dr Mladen Stojanović.  Uže područje kojim se bavio je kolapsoterapija pluća. Proučavao postanak priraslica u pleuralnoj šupljini, operativni način njihova uklanjanja. Pisao o torakoskopiji. Bavio se i medicinskom poviješću. Idejni tvorac i urednik biblioteke Temelji medicine. Među urednicima zbornika Iz hrvatske medicinske prošlosti. dr. Dujmušić kao stručnjak i entuzijast u povijesti medicinu, pokrenula objavljivanje klasičnih medicinskih knjiga. Objavio je svoju prvu knjigu pod nazivom Operativna torakoskopija 1941. godine, a dobio je široko priznanje za svoje djelo "Atlas operativne torakoskopije", objavljen na hrvatskom i engleskom jeziku 1951. godine. 